# Khmeriosicyos harmandii
Khmeriosicyos harmandii är en gurkväxtart som beskrevs av W.J.de Wilde och Duyfjes. Khmeriosicyos harmandii ingår i släktet Khmeriosicyos och familjen gurkväxter. Inga underarter finns listade i Catalogue of Life.